# باسكوال دي أنداغويا
باسكوال دي أنداغويا (بالإسبانية: Pascual de Andagoya)‏ هو مستكشف وكونكستيدور إسباني ولد في سنة 1495 في ألافا في الباسك في مملكة قشتالة. بعد ال19 ترك بلده واصبح مستكشف وانضم لرحلة بيدرو أرياس دافيلا والتي كانت مكونة من حوالي 2000 شخص ب22 سفينة قدموا لأجل الاستيطان في أمريكا الوسطى في سنة 1514. أرسل أنداغويا إلى بنما وهناك قام ببناء مدينة بنما في سنة 1519 برفقة حوالي 400 مستوطن. اتجه بعد ذلك إلى الجنوب في كولومبيا وعين هناك كمحافظ على سان خوان. حاول هناك مهاجمة إمبراطورية الإنكا في بيرو لكنه فشل في ذلك. توفي في سنة 1548 في كوسكو في البيرو.